# کانی فرانسیس
کنچیتا رزا ماریا فرانکونرو (انگلیسی: Concetta Rosa Maria Franconero؛ ۱۲ دسامبر ۱۹۳۷ – ۱۶ ژوئیهٔ ۲۰۲۵)، مشهور به کانی فرانسیس (به انگلیسی: Connie Francis)، خوانندهٔ و بازیگر آمریکایی بود. او یکی از موفق‌ترین خوانندگان زن در جدول‌های موسیقی آمریکا در اواخر دههٔ ۱۹۵۰ و اوایل دههٔ ۱۹۶۰ بود. فروش جهانی آثار موسیقی او بیش از ۱۰۰ میلیون نسخه تخمین زده می‌شود که در میان پرفروش‌ترین خوانندگان تاریخ قرار دارد.
پس از مجموعه‌ای از انتشارات ناموفق، فرانسیس در سال ۱۹۵۸ با بازخوانی آهنگ "Who's Sorry Now?" از سال ۱۹۲۳ به شهرت رسید، که به دنبال آن چندین موفقیت دیگر در میان ۱۰ آهنگ برتر به دست آورد. او اولین زنی بود که در سال ۱۹۶۰ با آهنگ "Everybody's Somebody's Fool" به رتبه اول جدول بیلبورد هات ۱۰۰ آمریکا رسید. همچنین او اولین زنی بود که سه آهنگ شماره یک در این جدول داشت، از میان ۵۳ اثر ثبت‌شده در طول کارش. پیش از نخستین تاخت و تاز انگلیس، فرانسیس بین سال‌های ۱۹۵۸ تا ۱۹۶۴ محبوب‌ترین خواننده زن در ایالات متحده بود. فرانسیس به زبان‌های مختلفی از جمله انگلیسی، ایتالیایی، فرانسوی، آلمانی، ییدیش و ژاپنی موسیقی ضبط کرد و این امر او را به یک هنرمند پرفروش در بازارهای بین‌المللی و همچنین در جوامع مهاجر آمریکایی تبدیل کرد.
بین سال‌های ۱۹۷۴ تا ۱۹۸۸، مجموعه‌ای از تجربیات تلخ شخصی، از جمله یک حمله تجاوز با تهدید چاقو، باعث شد که فرانسیس سال‌ها با مشکلات روانی و جسمی دست‌وپنجه نرم کند و حرفه‌اش متوقف شود. او از سال ۱۹۸۹ تا زمان بازنشستگی‌اش در سال ۲۰۱۸ دوباره به اجرا پرداخت. در سال ۲۰۲۵، اندکی پیش از مرگش، با وایرال شدن آهنگ "Pretty Little Baby" (۱۹۶۲) در شبکه‌های اجتماعی، بار دیگر به شهرت رسید.